# スゲ属
スゲ属（菅属、Carex）は、カヤツリグサ科の一つの属である。身近なものも多いが、非常に種類が多く、同定が困難なことでも有名である。

## 特徴
スゲ属の植物は、どれもほぼ共通の形態的特徴を備えている。
大部分が多年生の草本で、多くは花時をのぞいて茎は短くて立ち上がらず、たいていは細長い根出葉を多数つける。地下茎を横に這わせるものは、広がったまばらな集団になり、そうでないものは、まとまった株立ちになるものが多い。葉の基部は鞘になって茎を抱く。鞘が古くなると細かく裂けて糸状の網目になる場合があり、これを糸網（しもう）という。
多くのものでは花茎は葉の間から長く伸び、その先に小穂をつける。小穂には柄がある場合とない場合があり、いずれにしてもその基部に包があり、包の基部は鞘になるものが多い。小穂は穂状に配列するものが多い。茎の先端に小穂を1つだけ持つものもある。アブラシバなどは、多数の分枝を持つ円錐花序を形成する。この仲間は、スゲ属の中では原始的なものと見なされている。また、少数ながら、花茎が伸びず、葉の根元で開花する種も知られている。
スゲ属の花は雄花と雌花が別になっている。雄花は鱗片一枚に雄しべが包まれているだけのもの。雌花は、雌しべが果包（かほう）という袋に包まれているのが特徴で、その外側に一枚の鱗片がある。

### 小穂
小穂は、軸の回りに花と鱗片が螺旋状に配列したものである。短ければ球形に、長ければ棒状、あるいはひも状になる。花茎には普通は複数の小穂がつくので、その先端のものを頂小穂（ちょうしょうすい）、それより下から横に出るものを側小穂（そくしょうすい）という。
雄花と雌花はそれぞれまとまって着く。それぞれが独立した小穂となるものが多い。一番多いのは雄花からなる雄小穂と雌花からなる雌小穂が別々にあるもので、花茎の先端に一個の雄小穂が、その下方に数個の雌小穂がつく型が普通である。雄小穂を複数持つものもあるが、種類は少ない。
一つの小穂に両方の花が着くものもある。先端に雄花が並び、基部側に雌花が並ぶ場合を雄雌性（ゆうしせい）、逆に基部に雄花が着くものを雌雄性（しゆうせい）という。
その他、例は少ないが雌雄別株のものもある。
このような小穂の配置は重要な分類上の特徴となる。ほかに、小穂の形や、雌花の鱗片、果包や果実の特徴が重視されるので、同定は果実が熟したものでなければできない場合がある。

### 果胞
果胞は壺状の構造で、先端に口が開いている。雌しべはその底に着いていて、果胞の口から柱頭だけを伸ばす。受粉すれば果実は果胞の中で生長し、成熟したときには果胞はその基部で切り離され、果実を中に含んで散布される。果胞の口の部分が突き出した形になっている場合、それを嘴（くちばし）という。果胞は、その位置からは花被に由来するもののようにも見えるが、一部に果胞の内側から枝が伸びて花序を形成するものがあるので、花序の基部に生じる苞に由来するものと考えられている。
果胞は普通、膜状で果実にほぼ接する形になるが、湿地性のゴウソやミヤマシラスゲでは大きく膨らみ、海岸性のシオクグやコウボウシバではコルク質の分厚いものとなっている。これらは流水や海水による分散への適応かも知れない。

## 生育環境

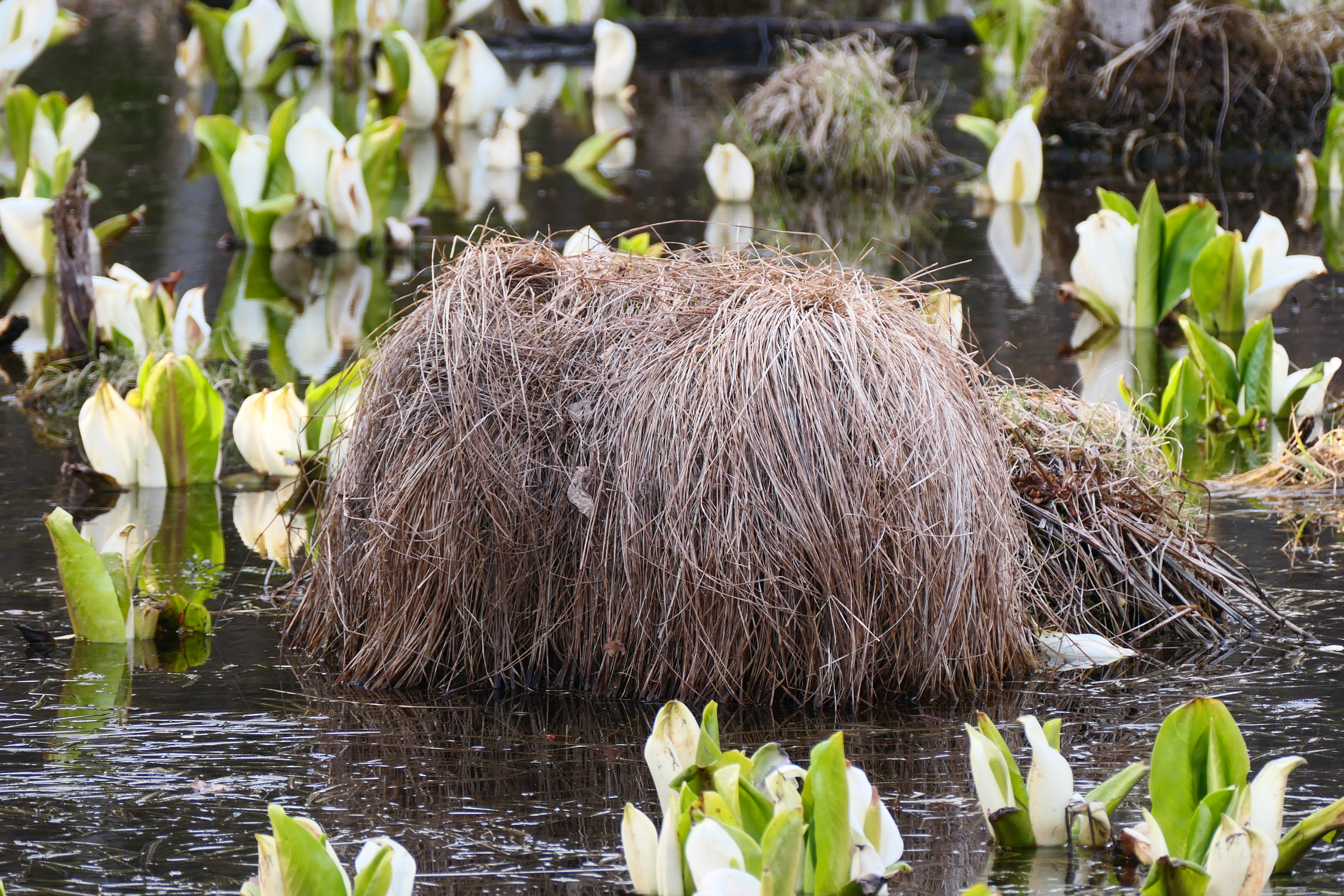
湿原に発生した谷地坊主（やちぼうず）

草原、森林、海岸その他、さまざまな環境に生息する種がある。湿ったところに生育するものが多く、湿地や渓流沿いに集中する傾向がある。
湿原では、スゲ類が優占する草原になることがある。北海道の根釧地方など寒冷地の湿原では、スゲ類の大株が湿地のあちこちにかたまりを作り、盛り上がって見えるのを谷地坊主（やちぼうず）と呼ぶ。水中に根を張って葉を水面に突き出す抽水性の種もあるが、真に水草的なものはほとんどない。
海岸では、砂浜にはコウボウムギ、塩性湿地にはシオクグなどが密生した群落を形成する。
海外では、中央アジアなど、乾燥した草原でスゲ類の優占する草原がある。

## 利用
カサスゲ、カンスゲなどの大型種の葉は、古くは笠（菅笠）や蓑などに用いられた。特にカサスゲはそのために栽培された。現在でも、注連縄など特殊用途のために栽培されている地域もある。
また、庭園の緑化や山野草として栽培される例もある。カンスゲやタガネソウの斑入りなどは鑑賞価値も高い。果胞が黄色く色づく小型の外国産種が販売されている例もある。
草原を形成する種もあるが、緑化や牧草として積極的に利用される例はない。そのため、同様な姿の草であるイネ科植物に比べると、帰化植物の種が格段に少ない。ただし、近年、そのような目的で持ち込まれた種子に混じる形での帰化種が若干報告されている。
なお、スゲという名の語源については、牧野がカンスゲの項でやや詳しく記している。それによると清浄を意味する語である『すが』からの轉音という説と、住居の敷物を「すがたたみ」と言い、その材料に用いたことから由来したという説が従来はあるとのことで、しかし彼はいずれも根拠薄弱と思えるとして、葉が束になって生じ、まるで巣のように見え、またその葉が細いことからこれを毛に見立てたもの、つまり巣毛ではないか、としている。

## 分類
スゲ属の花は単性花である。カヤツリグサ属などにも一部に単性花のものがあるが、これは両性花から二次的に生じたものと見られる。それに対し、スゲ属では両性花であった証拠がなく、両性花をつけるカヤツリグサ科のものとは別の系統に属するとも考えられる。
スゲ属の著しい特徴として、単性花であることと、雌花における果胞の存在がある。この特徴を共有するものはスゲ属の他にヒゲハリスゲ属、スコエノクシフィウム属、それにウンキニア属の計四つある。これらはスゲ連にまとめられ、互いにごく近縁であると考えられる。このうちウンキニア属がスゲ属に最も似ている。またスゲ連はスゲ亜科とされる。
スゲ属は、植物ではもっとも多くの種を含む属としても知られており、世界で2000種とも言われる。ほとんど全世界に分布するが、温帯域が中心である。日本では現在で250を越える種や変種が記録されており、毎年のように新しいものが報告される。これは、この仲間が、種分化をどんどんしている途中であるためと考えられる。他方で、変異の幅が広くて、種の範囲が分かりにくく、まだその実体が十分につかめていないという面もある。今後もさらに見直しが進むものと思われる。すげの会にはアマチュアも含めて全国に会員がおり、活発に活動している。
属を細分する案も様々に提案されている。いくつかの節に分けて扱うのが通例であるが、その扱いは必ずしも確定していない。現在は分子遺伝学的情報などによる見直しも行われている最中である。
スゲ属の下位分類では、従来はまず前葉(小穂の基部、苞葉の内側の鞘状の構造)があるスゲ亜属と、それがないマスクサ亜属に分けることが行われてきた。またその中でスゲ亜属のアブラシバを含む群は前葉が果胞に近い形を持つことで原始的なもの、との判断があった。あるいはスゲ亜属から円錐花序に単型の小穂を付けるものをハナビスゲ亜属に分ける説もあった。それによると、円錐花序に枝分かれした花軸に雄雌性の小穂をつけるハナビスゲやナキリスゲのようなものが原始的で、ここから花序の単純化の方向に進化が進んだとする。スゲ亜属のものは多くが小穂に柄がある総状花序をなし、これが次の段階であり、さらにその柄が退化して穂状花序になったものがマスクサなどとなる。ハリスゲやシラコスゲなど小穂が花茎の先端に1つだけあるものはそれ以外の各群から花序の退化で生じたもので、多系統であると考えられる。
しかし分子系統による検討から、このような二分割が系統関係を必ずしも反映していないことが明らかになりつつある。それによると、マスクサ亜属は1つのグループとして成立するが、スゲ亜属の方は3つに分割すべきであり、その1つはタガネソウ節のもの、もう1つはハリスゲ節などの単小穂の群で、これを原始スゲ亜属とする。そして残りのスゲ亜属、この4群がスゲ属を構成する。さらにその中でタガネソウ節のものがもっとも原始的な群である、という判断になっている。また、ヒゲハリスゲ属など近縁とされてきた属が原始スゲ属に含まれることも示唆されている。そんな中、スゲ属に関する現在の専門家である勝山は亜属に分けず、節に関しては大井や秋山の考えを元にかなり細分的な節を立てている。

### 下位分類
以下にその節の扱いと代表的な種を示す。
- Carex：スゲ属
  - Sect. Physoglochin：カンチスゲ節 - カンチスゲ
  - Sect. Grallatoriae：ヒナスゲ節 - ヒナスゲ
  - sect. Dornera：キンスゲ節 - キンスゲ
  - Sect. Circinatae：イトキンスゲ節 - イトキンスゲ
  - Sect. Rupestres：カラフトイワスゲ節 - カラフトイワスゲ
  - Sect. Rhizopodae：シラコスゲ節 - シラコスゲ
  - Sect. Leucoglochin：タカネハリスゲ節 - タカネハリスゲ
  - Sect. Rarae：ハリスゲ節 - コハリスゲ・エゾハリスゲ・ハリガネスゲ・マツバスゲ
  - Sect. Macrocephalae：コウボウムギ節 - コウボウムギ
  - Sect. Foetidae：クロカワズスゲ節 - クロカワズスゲ
  - Sect. Holarrhenae：ウスイロスゲ節 - ウスイロスゲ・ツルスゲ
  - Sect. Heleoglochin：クリイロスゲ節 - クリイロスゲ
  - Sect. Vulpinae：オオカワズスゲ節 - ミコシガヤ・ミノボロスゲ・オオカワズスゲ
  - Sect. Cyperoideae：カヤツリスゲ節 - カヤツリスゲ
  - Sect. Stellulatae：カワズスゲ節 - ヤチカワズスゲ・キタノカワズスゲ
  - Sect. Gibbae：マスクサ節 - マスクサ
  - Sect. Remotae：ヤブスゲ節 - ヤブスゲ・タカネマスクサ・ホスゲ
  - Sect. Ovales：ヤガミスゲ節 - ヤガミスゲ
  - Sect. Dispermae：ホソスゲ節 - ホソスゲ
  - Sect. Glareosae：ハクサンスゲ節 - イッポンスゲ・ハクサンスゲ・ホソバオゼヌマスゲ
  - Sect. Japonicae：アブラシバ節 - アブラシバ
  - Sect. Indicae：ハナビスゲ節 - ハナビスゲ
  - Sect. Graciles：ナキリスゲ節 - ナキリスゲ・オオナキリスゲ・コゴメスゲ
  - Sect. Phacocystis：アゼスゲ節 - アゼスゲ・サドスゲ・タニガワスゲ・ヤマアゼスゲ・カブスゲ・ナガエスゲ・ヒメウシオスゲ・ヤラメスゲ・アゼナルコ・ゴウソ・ヒメゴウソ・カワラスゲ・テキリスゲ・オタルスゲ
  - Sect. Podogynae：タヌキラン節 - タヌキラン・コタヌキラン・ヤマタヌキラン
  - Sect. Racemosae：クロボスゲ節 - クロボスゲ・ネムロスゲ・ミヤマアシボソスゲ・シコタンスゲ・ヒラギシスゲ
  - Sect. Fuliginosae：タカネナルコ節 - タカネナルコ
  - Sect. Mundae：ミヤマジュズスゲ節 - ミヤマジュズスゲ
  - Sect. Siderostictae：タガネソウ属 - タガネソウ・ササノハスゲ
  - sect. Decorae：コカンスゲ節 - コカンスゲ
  - Sect. Rhomboidales：ヒエスゲ節 - ヒゲスゲ・ホウザンスゲ・ヒロバスゲ・アオバスゲ・アオヒエスゲ・ヒエスゲ
  - Sect. Mitratae：ヌカスゲ節 - タイワンスゲ・キノクニスゲ・オキナワスゲ・タシロスゲ・ツクシスゲ・ヒメカンスゲ・オオシマカンスゲ・カンスゲ・ミヤマカンスゲ・オクノカンスゲ・ホンモンジスゲ類・モエギスゲ・クサスゲ・アオスゲ・ハガクレスゲ・シバスゲ・チャシバスゲ
  - Sect. Acrocystis：ヒメスゲ節 - ヒメスゲ・サワヒメスゲ・クロヒナスゲ
  - Sect. Digitatae：ヒカゲスゲ節 - ヒカゲスゲ・アズマスゲ・サヤマスゲ・アカスゲ・カタスゲ
  - Sect. Ferrugineae：イワカンスゲ節 - イワカンスゲ・ショウジョウスゲ・コバケイスゲ
  - Sect. Occlusae：サツマスゲ節 - サツマスゲ
  - Sect. Anomalae：タチスゲ節 - タチスゲ
  - Sect. Limosae：ヤチスゲ節 - ヤチスゲ
  - Sect. Molliculae：ヒメシラスゲ節 - シラスゲ・ヒゴクサ・ヒメシラスゲ
  - Sect. Ceratocystis エゾサワスゲ節 - エゾサワスゲ
  - Sect. Pseudocypereae：クグスゲ節 - ジョウロウスゲ・クグスゲ
  - Sect. Chlorostacyae：タカネシバスゲ節 - タカネシバスゲ
  - Sect. Paniceae：タマツリスゲ属 - タマツリスゲ・サッポロスゲ・コジュズスゲ
  - Sect. Ischnostachyae：ジュズスゲ節 - ジュズスゲ・カツラガワスゲ
  - Sect. Confertiflorae：ミヤマシラスゲ節 - ミヤマシラスゲ・ウマスゲ・ヤワラスゲ・カサスゲ
  - Sect. Debiles：ヤマジスゲ節 - ヤマジスゲ
  - Sect. Rostrales：ミタケスゲ節 - ミタケスゲ
  - Sect. Hymenochlaenae：フサスゲ節 - フサスゲ・アイズスゲ
  - Sect. Alliiformes：リュウキュウスゲ節 - リュウキュウスゲ
  - Sect. Vesicariae：オニナルコ節 - オニスゲ・オニナルコスゲ・オオカサスゲ
  - Sect. Paludosae：シオクグ節 - シオクグ・コウボウシバ
  - Sect. Carex：ビロードスゲ節 - ビロードスゲ・ムジナスゲ・アカンカサスゲ